# 德富雷斯特环形山
德富雷斯特环形山（英語：De Forest）是位于月球背面南极附近的一座大撞击坑，约形成于38-32亿年前的晚雨海世，其名称取自美国科学家，真空三极管发明人李·德富雷斯特（1873年-1961年），1970年被国际天文学联合会批准接受。

## 描述

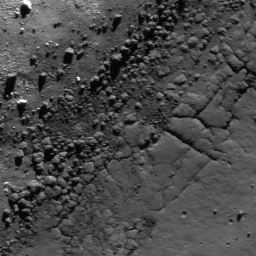
德富雷斯特环形山，月球勘测轨道飞行器拍摄

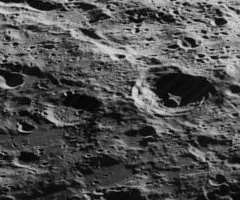
月球轨道器5号拍摄的西向斜视图，右边为德富雷斯特环形山，左边是卫星坑“德富雷斯特 N”。

该陨坑位于南极-艾托肯盆地内，西北靠近布拉希尔环形山、北面毗邻努梅罗夫环形山，巨大的塞曼环形山位于它的东侧、南面和西南分别坐落了维舍特陨石坑和较小的布劳德陨石坑。德富雷斯特环形山的西面延伸着一道宽阔的，被非正式地称为“德富雷斯特-薛定谔谷”的月谷，该陨坑中心月面坐标为76°56′S 163°20′W / 76.94°S 163.33°W，直径56.26公里，深度约2.432公里。
德富雷斯特环形山外观轮廓接近圆形，几乎被受到后续的撞击侵蚀，坑壁边沿峻峭，内侧壁分布有多重阶地状结构，沿部分坑沿区显示有滑坍的痕迹，该陨坑残壁最大高出周边地形1180米，内部容积约2627.47立方千米。坑内地表几乎被一座相对较大的中央峰所占满。
由于德富雷斯特环形山位置靠近月球南极，从地球上看，其外形扭曲，细节难辨。同样原因，即使太阳照射在月球南半球时，它也只能被很低角度的阳光斜射到。
上图显示了德富雷斯特环形山内中央峰东侧的部分坑底。图中大部分区域均布满碎岩，其中的一些尺寸达到15米。陨坑形成时部分熔化抛出的熔岩，随后又凝固硬化成内壁上坚硬的岩石覆盖层和中央峰，其余的则形成图片中带裂纹的平坦地表层。随着时间的推移，在周边月震的影响下，这层易碎的覆盖体就坍塌形成了如图中所示的碎岩石。

## 卫星陨石坑
按惯例，最靠近德富雷斯特环形山的卫星坑将在月图上以字母标注在它的中心点旁边。

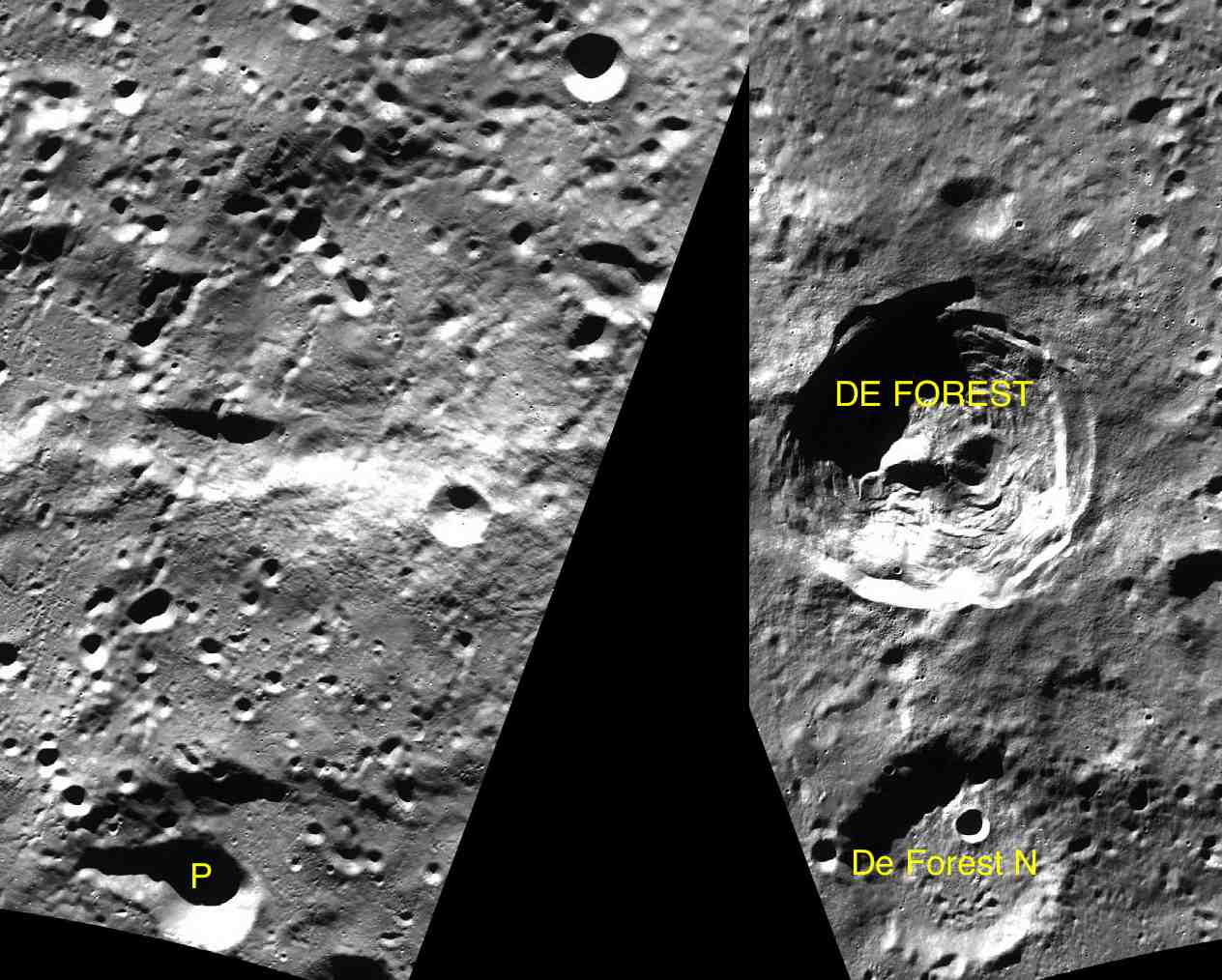
LAC-141与LAC-142拼接图

| 德富雷斯特 | 纬度     | 经度      | 直径      |
| ---------- | -------- | --------- | --------- |
| N          | 79.17° S | 165.76° W | 40.09公里 |
| P          | 79.73° S | 176.92° W | 19.47公里 |

- 卫星坑德富雷斯特 N约形成于酒海纪[1]。

## 另请参阅
- Andersson, L. E.; Whitaker, E. A. . NASA RP-1097. 1982.
- Blue, Jennifer. . USGS. July 25, 2007  [2007-08-05]. （原始内容存档于2013-02-13）.
- Bussey, B.; Spudis, P. . New York: Cambridge University Press. 2004. ISBN 978-0-521-81528-4.
- Cocks, Elijah E.; Cocks, Josiah C. . Tudor Publishers. 1995. ISBN 978-0-936389-27-1.
- McDowell, Jonathan. . Jonathan's Space Report. July 15, 2007  [2007-10-24]. （原始内容存档于2018-12-25）.
- Menzel, D. H.; Minnaert, M.; Levin, B.; Dollfus, A.; Bell, B. . Space Science Reviews. 1971, 12 (2): 136–186. Bibcode:1971SSRv...12..136M. doi:10.1007/BF00171763.
- Moore, Patrick. . Sterling Publishing Co. 2001. ISBN 978-0-304-35469-6.
- Price, Fred W. . Cambridge University Press. 1988. ISBN 978-0-521-33500-3.
- Rükl, Antonín. . Kalmbach Books. 1990. ISBN 978-0-913135-17-4.
- Webb, Rev. T. W.  6th revised. Dover. 1962. ISBN 978-0-486-20917-3.
- Whitaker, Ewen A. . Cambridge University Press. 1999. ISBN 978-0-521-62248-6.
- Wlasuk, Peter T. . Springer. 2000. ISBN 978-1-85233-193-1.